# پاموک گولی ییلماز
پاموک گولی ییلماز (انگلیسی: Pamuk Güllü Yılmaz؛ زادهٔ ۹ فوریهٔ ۱۹۹۳) بازیکن فوتبال اهل ترکیه است.
وی همچنین در تیم‌های ملی فوتبال Turkey women's national under-17 football team و Turkey women's national under-19 football team بازی کرده‌است.